# John Fields
Johnathan Bailey Fields, detto John (Woodbridge, 30 marzo 1988), è un cestista statunitense.

## Palmarès
- Coppa di Portogallo: 1

Sporting CP: 2021